# Ясенів-Пільний (зупинний пункт)
Ясенів-Пільний — пасажирський залізничний зупинний пункт Івано-Франківської дирекції Львівської залізниці на неелектрифікованій лінії Коломия — Стефанешти між зупинними пунктами Городенка-Місто та Рудка. Розташований у однойменному селі Коломийського району Івано-Франківської області.

## Пасажирське сполучення
На платформі Ясенів-Пільний зупиняються приміські поїзди сполученням Коломия — Заліщики — Коломия.